# Gabija
Gabija ist ein litauischer weiblicher Vorname.

## Namensträgerinnen
- Gabija Galvydytė (* 2000), litauische Leichtathletin
- Gabija Grigaitė-Daugirdė (* 1982), litauische Juristin und Justizpolitikerin, Vizeministerin